# Rivolta di Poznań

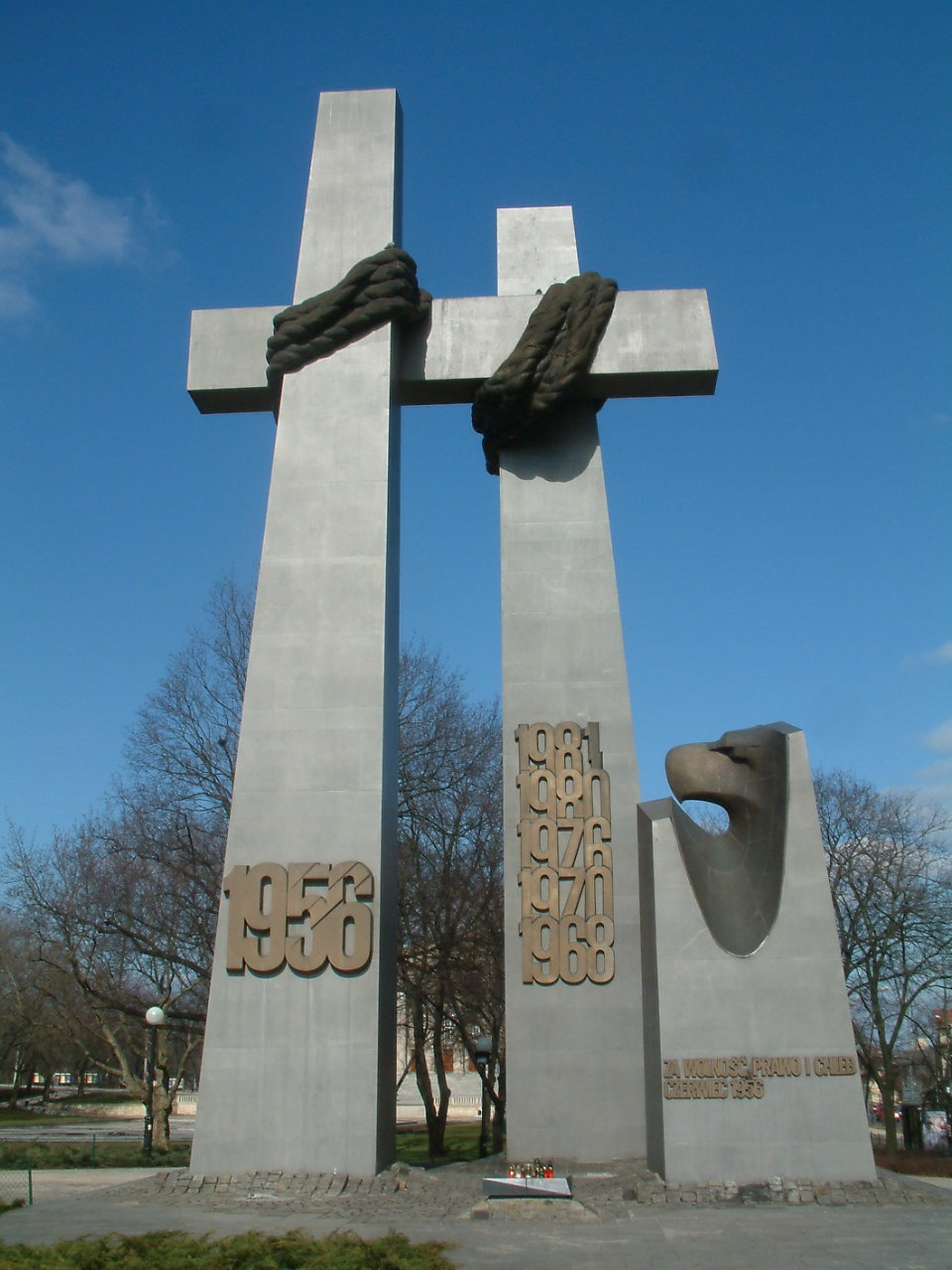
Le croci di Poznań sono un monumento eretto in memoria delle proteste polacche del 1956 contro il sistema politico della Polonia sotto il regime

La rivolta di Poznań fu una protesta avvenuta nella città polacca di Poznań il 28 giugno 1956.

## Storia
La mattina del 28 giugno 1956, un gruppo di operai di Poznań, in Polonia, iniziò uno sciopero e insorse al grido di "pane e libertà" contro il regime comunista mantenuto dall'Unione Sovietica e contro l'aumento dei prezzi dei beni di prima necessità.
Gli operai si mossero inizialmente in corteo, poi cominciarono a bloccare le strade e ad attaccare la sede locale del partito di governo, il Municipio e le carceri. La rivolta fu repressa con l'intervento dei carri armati dell'Esercito Polacco comandati dal generale sovietico Konstantin Rokossovsky, allora ministro della difesa polacco. Nel corso delle proteste vennero interrotti i collegamenti telefonici tra Poznań e altre città, come Łódź, Cracovia e Berlino.
Il giorno dopo (29 giugno) vennero dichiarate la legge marziale ed il coprifuoco nel perimetro cittadino; nonostante ciò ci furono ancora incidenti almeno fino alla mattina del 30 giugno.
La notizia si diffuse a partire da un comunicato emesso da Radio Varsavia: il comunicato spiegò che il malcontento era presente da tempo tra gli operai, che decisero di insorgere il 28 giugno, durante lo svolgimento della Fiera internazionale di Poznań, probabilmente per dare maggiore risalto internazionale alla situazione presente nel paese.
La rivolta, esplosa in un periodo in cui si cominciava a parlare di destalinizzazione, espresse il vivo fermento di libertà presente in tutta la Polonia, e si propagò anche in altri paesi a regime comunista come l'Ungheria; qui esplose nella insurrezione ungherese del 23 ottobre. Per allontanare il pericolo di una sollevazione in Polonia, i sovietici furono costretti ad allentare le redini della dittatura aprendo qualche spiraglio di libertà nel Paese.
Furono liberati in quella circostanza il cardinale Stefan Wyszyński, nonché il dirigente di partito Władysław Gomułka, imprigionato nel 1949 con l'accusa di titismo.

## Reazioni politiche
Le reazioni alla rivolta furono poche: il Regno Unito si limitò a esprimere rammarico per la perdita di vite umane tra la popolazione polacca. D'altro canto, gli Stati Uniti d'America espressero solidarietà nei confronti dei familiari delle vittime, le quali «esprimevano soltanto il loro profondo malcontento» verso un governo che, secondo gli americani, serviva essenzialmente gli interessi dell'Unione Sovietica.
Non si registrò una reazione ufficiale da parte italiana, però si registrarono reazioni da parte di alcuni esponenti dei maggiori partiti. Il quotidiano l'Unità, organo del Partito Comunista Italiano, si mise sostanzialmente sulle stesse posizioni del governo polacco, per il quale la violenza fu causata da agenti provocatori «al soldo di imperialisti stranieri». Giuseppe Saragat, all'epoca deputato del Partito Socialista Democratico Italiano, reagì definendo la rivolta come un sintomo di emancipazione del popolo contro il regime sovietico polacco e contro quello che definì «colonialismo» sovietico. A causa di queste affermazioni, nel giornale l'Unità Saragat venne accusato di solidarizzare con «gli imperialisti oppressori» e con «i nemici dello Stato popolare», i quali, secondo il giornale, disconoscevano i processi economici, sociali e di libertà realizzati proprio dagli Stati socialisti.